# スター万国博評判記
『スター万国博評判記』（スターばんこくはくひょうばんき）は、1970年（昭和45年）3月22日から9月13日までTBS系列局で放送されていた朝日放送製作の紀行番組である。全26回。日本万国博覧会（EXPO'70）の協賛。放送時間は毎週日曜 12:15 - 12:45（日本標準時）。

## 概要
毎回さまざな芸能人たちをEXPO'70に招待し、彼らが会場内を散策する模様を放送。初回では、当時同系列局で放送されていた『柔道一直線』の桜木健一、『ケンちゃんトコちゃん』の宮脇康之（後の宮脇健）、そして3月28日まで他系列局で放送されていた『竹千代と母』の中村光輝（後の三代目中村又五郎）が出演し、エキスポランドを散策した。
番組主題歌の「万国博唱歌」（作詞：阪田寛夫 / 作曲・編曲：服部公一 / 歌：アッちゃんとヒロちゃん、熊倉一雄）は、2005年にテイチクエンタテインメントから発売されたコンピレーション・アルバム『1970年のこんにちは〜追憶のEXPO'70〜』に収録されている。